# Knight-Nunatak
Der Knight-Nunatak ist ein isolierter Nunatak an der Oates-Küste im Norden des ostantarktischen Viktorialands. In den Goodman Hills der Wilson Hills ragt er 6 km südsüdöstlich des Kap Kinsey und 5 km nordöstlich des Mount Conrad auf.
Der United States Geological Survey kartierte ihn anhand eigener Vermessungen und Luftaufnahmen der United States Navy aus den Jahren von 1960 bis 1963. Das Advisory Committee on Antarctic Names benannte ihn 1970 nach Melvin W. Knight, Sekretär im Einsatzstab der US Navy in Washington, D.C., Christchurch und auf der McMurdo-Station für die Durchführung der Operation Deep Freeze der Jahre von 1967 bis 1970.